# 鳞片柳叶菜
鳞片柳叶菜（学名：Epilobium sikkimense），为柳叶菜科柳叶菜属下的一个植物种。